# Gonnetot
Gonnetot is een gemeente in het Franse departement Seine-Maritime (regio Normandië) en telt 141 inwoners (2004). De plaats maakt deel uit van het arrondissement Dieppe.

## Geografie
De oppervlakte van Gonnetot bedraagt 2,3 km², de bevolkingsdichtheid is 61,3 inwoners per km².
De onderstaande kaart toont de ligging van Gonnetot met de belangrijkste infrastructuur en aangrenzende gemeenten.

## Demografie
Onderstaande figuur toont het verloop van het inwonertal (bron: INSEE-tellingen).